# Herqueville, Eure
Herqueville är en kommun i departementet Eure i regionen Normandie i norra Frankrike. Kommunen ligger i kantonen Val-de-Reuil som tillhör arrondissementet Les Andelys. År 2022 hade Herqueville 125 invånare.

## Befolkningsutveckling
Antalet invånare i kommunen Herqueville
Referens:INSEE